# Michel Virally
Michel Virally, né le 6 janvier 1922 à Autun et mort le 27 janvier 1989 à Paris, est un juriste français spécialisé dans le domaine du droit international public. Il a été professeur aux universités de Strasbourg et de Genève. Il a été également représentant de l’État français dans plusieurs organisations internationales et conférences, ainsi que médiateur et juge dans des affaires internationales.

## Biographie

### Jeunesse et études
Michel Virally a étudié à l'université de Paris et à l'université d'Aix-en-Provence. Il est titulaire d'une licence de droit. Il est lauréat de l'École libre des sciences politiques. Il a obtenu son doctorat en droit en 1948. Il est agrégé de droit public.

### Parcours professionnel
Il a enseigné au titre de conférencier, puis à partir de 1952 en tant que professeur agrégé et à partir de 1956 en tant que professeur titulaire du département des institutions internationales à l'université de Strasbourg où il a exercé de 1957 à 1961 en tant que directeur de l'Institut de droit comparé et de l'économie, après avoir travaillé comme chercheur dans les années 1960/1961 à l'université Columbia à New York.
Il a repris en 1961 le poste de directeur de l'Institut universitaire de hautes études internationales. De 1962 à 1965, il a également été professeur adjoint de philosophie du droit et de 1965 à 1974 professeur de droit international et des organisations internationales, ainsi que le directeur du département concerné à l'université de Genève. De 1967 à 1983, il a enseigné à l'Académie de droit international de La Haye.
Il a dirigé la Revue générale de droit international public avec Charles Rousseau de 1976 jusqu'à sa mort en 1989.

## Fonctions nationales et internationales
Il a exercé à plusieurs reprises des missions de conseiller juridique auprès du gouvernement français dans divers conflits internationaux et de médiation, lors des réunions de l'Assemblée générale des Nations unies et dans la négociation de la Convention de Vienne sur le droit des traités. Le gouvernement du Salvador l'a désigné juge ad hoc dans une chambre de la Cour internationale de justice (CIJ) de La Haye pour clarifier un différend frontalier avec le Honduras, mais il est mort avant la fin du processus.
Michel Virally appartenait depuis 1971 à l'Institut de droit international.

## Distinctions et honneurs
- Chevalier de la légion d'honneur

## Publications
- L'ONU : d'hier à demain. Paris 1961
- Les Relations entre organisations régionales et organisations universelles. Bordeaux 1976
- Le Nouveau Droit international de la mer. Paris 1983 (als Mitautor)
- Le Droit international en devenir: essais écrits au fil des ans. Paris 1990
- Le Droit international au service de la paix, de la justice et du développement. Paris 1991
- La pensée juridique. Paris, LGDJ, Panthéon-Assas, 1998.